# Tiny Dancer
"Tiny Dancer" is een lied van Elton John uit 1971. Het is geschreven door Elton John (muziek) en Bernie Taupin (tekst) en staat op Johns vierde album Madman Across the Water. In 1972 is het nummer als single uitgebracht. Het nummer kreeg niet snel commercieel succes, maar werd in de loop der jaren wel een klassieker. In de Verenigde Staten is het in 2005 gecertificeerd als gouden plaat, en in 2011 als platinum plaat. Hoewel het in het Verenigd Koninkrijk nooit officieel is uitgebracht, is de single daar meer dan honderdduizend keer verkocht. In Nederland bereikte het nummer in 2015 de Top 2000.
In de 2010-editie van de List of Rolling Stone's 500 Greatest Songs of All Time stond het nummer op de 397e positie

## Andere versies
- In 2002 nam Ben Folds een cover op voor het live-album Ben Folds Live.
- Country-artiest Tim McGraw coverde het nummer op het album Tim McGraw and the Dancehall Doctors. Hij zong het nummer als duet met Elton John tijdens de American Music Awards.
- Het nummer is ook in verschillende dance-nummers gesampled, waaronder een remix van Deadmau5 & Moto Blanco. In 2009 behaalde een dance-versie van het nummer de derde positie in de UK Singles Chart.

## NPO Radio 2 Top 2000
| Nummer met noteringen in de NPO Radio 2 Top 2000 | '15  | '16  | '17  | '18  | '19 | '20 | '21 | '22 | '23 | '24 |
| ------------------------------------------------ | ---- | ---- | ---- | ---- | --- | --- | --- | --- | --- | --- |
| Tiny Dancer                                      | 1995 | 1667 | 1371 | 1032 | 624 | 687 | 600 | 544 | 710 | 996 |

1. ↑  Een vetgedrukt getal geeft de hoogste notering aan.
2. ↑  2015 was het eerste jaar met een notering voor dit nummer.